# Károly francia királyi herceg
Károly francia királyi herceg, franciául: Charles de Bourbon, (Versailles, 1686. augusztus 31. – Marly, 1714. május 4.); a Bourbon-ház fő ágából származó francia királyi herceg, Berry hercege (duc de Berry), Alençon hercege, Lajos francia trónörökös hercegnek, a Nagy Dauphin-nek harmadik, legfiatalabb fia, XIV. Lajos francia király unokája, V. Fülöp spanyol király testvéröccse. 1700–1707 között a spanyol trón kijelölt várományosa, 1710-től Angoulême hercege és Ponthieu grófja. Bátyjának, Lajosnak, Burgundia hercegének, a „Kis Trónörökös”nek halálától (1712-től) kezdve saját haláláig a trón várományosainak sorában a második helyen állt, unokaöccse, a gyermek Lajos, Anjou hercege mögött.

## Élete

### Származása

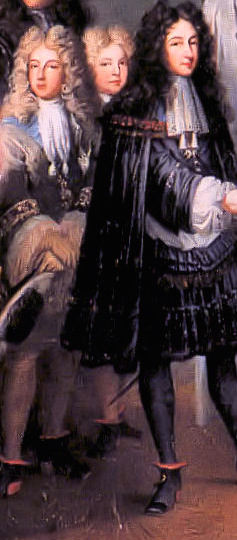
A Nagy Trónörökös fiai: Fülöp, Anjou hercege, Károly, Berry hercege (középen) és Lajos, Burgundia hercege.

Károly francia királyi herceg 1682. augusztus 6-án született a Versailles-i királyi kastélyban. Édesapja a Bourbon-házból való Lajos francia királyi herceg (Louis de France, 1661–1711) volt, XIV. Lajos francia király (1638–1715) és Ausztriai Mária Terézia spanyol infánsnő (1638–1683) legidősebb fia, születésének pillanatától haláláig a Francia Királyság „Nagy Trónörököse” (le Grand Dauphin).
Édesanyja Mária Anna Krisztina Viktória bajor (választófejedelmi) hercegnő (1660–1690) volt, Ferdinánd Mária bajor választófejedelem (1636–1676) és Henrietta Adelheid savoyai hercegnő (1636–1676) legifjabb leánya, I. Viktor Amadé savoyai herceg (1587–1637) unokája. Szüleinek házasságából három fiútestvér született:
- Lajos (Louis) királyi herceg (1682–1712), a „Kis Trónörökös”, Burgundia hercege, 1696-ban Mária Adelheid savoyai hercegnőt (1685–1712) vette feleségül. (Három gyermekük született, köztük a legfiatalabbikból lett a későbbi XV. Lajos király).
- Fülöp (Philippe) királyi herceg (1683–1746), Anjou hercege, 1700-tól V. Fülöp néven Spanyolország királya, 1701-ben Mária Lujza Gabriella savoyai hercegnőt (1688–1714), 1714-ben  Farnese Erzsébet pármai hercegnőt (1692–1766) vette feleségül.
- Károly (Charles) királyi herceg (1686–1714), Berry hercege.

Károly herceg nagyapjának, XIV. Lajos királynak udvarában nőtt fel. Vidám és jólelkű srác volt. Nagy-nagynénje, későbbi feleségének nagyanyja, Erzsébet Sarolta (Liselotte) pfalzi hercegnő (1652–1722), (I). Orléans-i Fülöp herceg felesége „Jószívű Berrynek” (Berry-Bon Cœur) nevezte. 1693-ban Károlyt a francia Szent Lajos-rend lovagjává, 1699-ben a Szentlélek-rend lovagjává avatták.

### A spanyol trón várományosa
II. Károly spanyol király, az utolsó Habsburg a spanyol trónon, végrendeletében Károly bátyját, Fülöpöt, Anjout hercegét nevezte meg utódjaként. II. Károly halálakor, 1700. november 15-én V. Fülöp néven el is foglalta a spanyol trónt. (Emiatt 1701-ben kitört a spanyol örökösödési háború). 1700-ban Károlyt a spanyol Aranygyapjas rend lovagjává avatták. Ő lett bátyjának, V. Fülöp spanyol királynak hivatalosan kijelölt örököse, az is maradt egészen 1707. augusztus 15-ig, Fülöp első fiának, Lajos asztúriai hercegnek megszületéséig.
1708. július 11-én Károly kitüntette magát az oudenaardei csatában, ahol bátyja, Lajos, Burgundia hercege hadvezérként végül vereséget szenvedett.

### Házassága

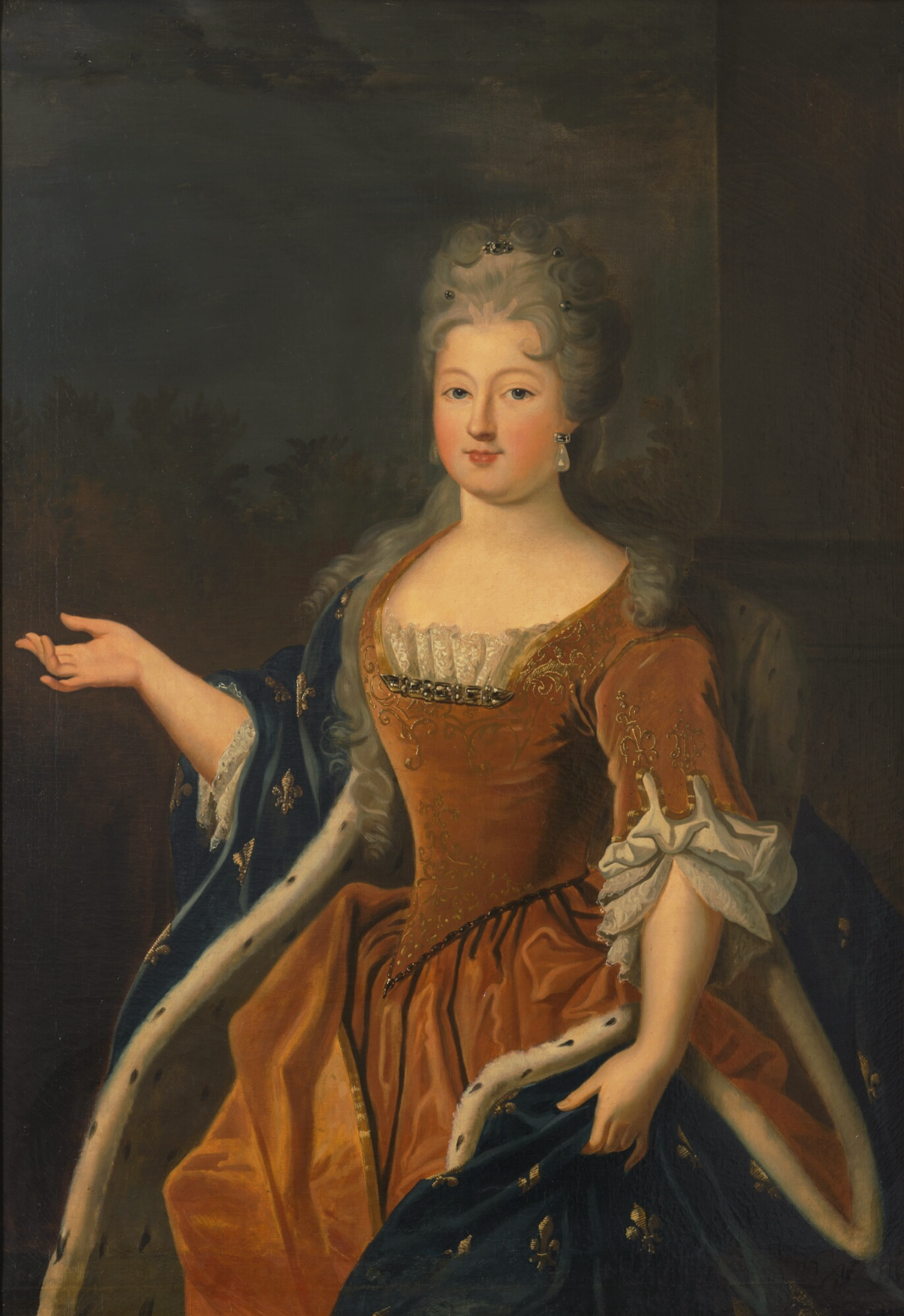
Orléans-i Mária Lujza Erzsébet, Berry hercegnéje

1710. július 6-án a versailles-i kastélyban Károly, Berry hercege feleségül vette Mária Lujza Erzsébet orléans-i hercegnőt (1695–1719), (II.) Fülöp orléans-i hercegnek (1674–1723) és Françoise Marie de Bourbonnak, Blois kisasszonyának (1677–1749) legidősebb leányát. Az anyós, Blois kisasszonya Károly nagyapjának, XIV. Lajos királynak és szeretőjének, Montespan márkinénak egyik leánya volt, akit a király 1681-ben törvényesített.
Nagyapja, XIV. Lajos a frissen megnősült Károly herceget 1710. július 10-én Angoulême hercegévé és Ponthieu grófjává emelte. A birtokok a herceg méltóságához illő jövedelmet biztosítottak.
Szerencsétlen házasság lett. A hercegné mértéktelen volt evés-ivásban, szexuális étvágya is igen nagy volt. Erkölcstelen viselkedésével megbotránkoztatta az udvart. Férje mellett szeretőket is tartott. A gyermekáldás is szerencsétlenül alakult. Mária Lujza Erzsébet első terhessége megszakadt. 1713-ban egy fiút szült, Anjou hercegét, aki csak 3 hétig élt. A hercegné 1714. május 5-én, férjének halálakor is teherben volt, június 16-án egy leányt szült, aki másnapra meghalt. Berry hercegének házasságából tehát nem születtek túlélő utódok.

### A francia trón várományosa
1711-ben meghalt Károly apja, XIV. Lajos egyetlen fia, Lajos, a Nagy Trónörökös. Az elhunyt legidősebb fia, Lajos, Burgundia hercege, a király unokája, a Kis Trónörökös következett, de 1712 februárjában ő is meghalt. A Kis Trónörökös egyetlen élő fia, az 1710-ben született, ekkor kétesztendős Lajos, Anjou hercege (a későbbi XV. Lajos) lett a trónörökös. A gyenge egészségű kisfiún kívül, egyenes ágon már csak nagybátyja, a Nagy Dauphin harmadik fia, Károly, Berry hercege örökölhette XIV. Lajos trónját.
Az 1713-ban megkötött utrechti békeszerződés egyik feltételeként Károly bátyjának, Fülöpnek még 1712-ben le kellett mondania a francia trón iránti trónigényéről, ezzel párhuzamosan öccse, Károly, Berry hercege pedig – maga és születendő utódai nevében – 1712. november 24-én lemondott spanyol trónöröklési jogáról. A tengeri hatalmak (Nagy-Britannia és Hollandia) csak ezzel a feltétellel ismerték el Fülöp spanyol királyságát, így kívánták kizárni a két Bourbon-királyság perszonálunióban való egyesítését.
XIV. Lajos mindenképpen saját vérvonalának akarta fenntartani a francia trónöröklést. Saját öcsének, Fülöp orléans-i hercegnek utódait, az Orléans-házat távol akarta tartani a tróntól. Ezért legkisebb unokáját, Károly herceget arra készítette fel, hogy az ő halála után ő legyen a Francia Királyság régense, és (a gyermek XV. Lajos idő előtti elhunyta esetén) Károly örökölje a trónt.

### Halála
Két évvel később, 1714. május 4-én azonban Károly, Berry hercege váratlanul életét vesztette egy vadászbaleset következtében. 28 éves volt. (Egyes források szerint május 5-én hunyt el). Veszélyes helyzet állt elő: A Nagy Dauphin három fiából kettő halott volt, XIV. Lajosnak egyetlen élő, egyenes ági, törvényes leszármazottja maradt: dédunokája, az ekkor négyéves Lajos, Anjou hercege. Arra az esetre, ha ez a kisfiú is meghalna, XIV. Lajos szerződésekben trónöröklési jogot biztosított saját „törvényesített” (azaz szeretőitől született) fiainak. (Ez trónviszály vagy polgárháború kockázatát hordozta). 1715-ben XIV. Lajos elhunyt, az ötéves Lajos herceg örökölte a trónt, XV. Lajos néven, (II.) Orléans-i Fülöp herceg régenssége mellett.
Életében Károly herceg nem kapott politikai szerepet. Mivel utód nélkül hunyt el, így Berry hercegsége, a Ponthieu-i grófság, az Alençoni Hercegség és a Cognaci Grófság visszaszállt a francia koronára. Berry hercegének címét csak 1754-ben adták ki újra, Lajos Ágost királyi herceg, a későbbi XVI. Lajos király születésekor.
Özvegye, Orléans-i Mária Lujza Erzsébet férjének halála után a párizsi Luxembourg-palotában élt. Folytatta megbotránkoztató életvitelét. A krónikák szeretőinek hosszú soráról, vérfertőző viszonyairól, titokban megszült gyermekeiről szólnak. A korszak gúnyiratainak szerzői sértő nevekkel illették („la princesse Joufflotte” : kb. a „felpumpált hercegnő” vagy a „Luxembourg-i Vénusz”). Öt évvel élte túl férjét. 1719-ben, 24 éves korában bekövetkezett halálát is egy rendellenes terhessége okozta.

## További irodalom
- Warren Hamilton Lewis: Ludwig XIV, Der Sonnenkönig, 6. kiadás, Heyne, München, 1989, ISBN 3-453-55034-X.
- Pierre Gaxotte: Le Siècle de Louis XV, Fayard, 1997.
- Henri Carré: Mademoiselle. Fille du Régent, Duchesse de Berry 1695-1719, Paris, Hachette, 1936.
- Henri Druon: Le duc de Bourgogne et ses frères in: Histoire de l’éducation des princes dans la maison des Bourbons de France, 2. kötet, Párizs, 1897.
- Nicolas Louis Achaintre: Histoire généalogique et chronologique de la maison royale de Bourbon, 2. kötet, Kiadó Mansut Fils, Paris, 1825.